# Sead Mahmutefendić
Sead Mahmutefendić (ur. 29 maja 1949 w Sarajewie) – chorwacki i bośniacki poeta, prozaik, autor opowiadań, eseista, publicysta i krytyk literacki. Mieszka i pracuje w Rijece i Sarajewie.
Uczęszczał do szkoły podstawowej i liceum w Konjicu. W 1973 ukończył studia na Wydziale Filologicznym Uniwersytetu Belgradzkiego. W czasie studiów rozpoczął działalność literacką.
Współpracuje z wieloma czasopismami, gazetami i stacjami radiowymi w Chorwacji, Bośni i Hercegowinie oraz Serbii. Tworzył prozę, eseje, poezje itp. Jest członkiem DHK i Towarzystwa pisarzy BiH.